# Discografia di Tropico
La discografia di Tropico è composta da tre album in studio e oltre quindici singoli.

## Album in studio
| Anno                                                                                   | Titolo | Classifiche | Certificazioni |
| Anno                                                                                   | Titolo | ITA         | Certificazioni |
| -------------------------------------------------------------------------------------- | --- | ----------- | -------------- |
| 2018                                                                                   | Litigare (come Davide Petrella) - Pubblicazione: 8 giugno 2018 - Etichetta: Parlophone, Warner Music Italy - Formato: CD, LP, download digitale, streaming | —           |                |
| 2021                                                                                   | Non esiste amore a Napoli - Pubblicazione: 24 settembre 2021 - Etichetta: Island, Universal Music Group - Formato: CD, LP, download digitale, streaming    | —           |                |
| 2023                                                                                   | Chiamami quando la magia finisce - Pubblicazione: 29 settembre 2023 - Etichetta: Numero Uno, Sony Music - Formato: CD, LP, download digitale, streaming    | 20          |                |
| "—" indica una pubblicazione non entrata in classifica o non pubblicata in quel Paese. | |             |                |

## Singoli

### Come artista principale
| Anno                                                                                   | Titolo                                            | Classifiche | Certificazioni | Album di provenienza             |
| Anno                                                                                   | Titolo                                            | ITA         | Certificazioni | Album di provenienza             |
| -------------------------------------------------------------------------------------- | ------------------------------------------------- | ----------- | -------------- | -------------------------------- |
| 2017                                                                                   | Einstein (come Davide Petrella)                   | —           |                | Litigare                         |
| 2017                                                                                   | Skyline (come Davide Petrella)                    | —           |                | Litigare                         |
| 2017                                                                                   | Non può fare male (come Davide Petrella)          | —           |                | Litigare                         |
| 2018                                                                                   | Litigare (come Davide Petrella)                   | —           |                | Litigare                         |
| 2019                                                                                   | Non esiste amore a Napoli                         | —           |                | Non esiste amore a Napoli        |
| 2019                                                                                   | Doppler                                           | —           |                | /                                |
| 2020                                                                                   | Contro (feat. CoCo)                               | —           |                | /                                |
| 2020                                                                                   | Egotrip                                           | —           |                | /                                |
| 2021                                                                                   | Carlito's Way                                     | —           |                | Non esiste amore a Napoli        |
| 2021                                                                                   | Piazza Garibaldi (feat. Franco126)                | —           |                | Non esiste amore a Napoli        |
| 2021                                                                                   | Geniale                                           | —           |                | Non esiste amore a Napoli        |
| 2022                                                                                   | Nuda sexy noia                                    | —           |                | /                                |
| 2022                                                                                   | Contrabbando (con Cesare Cremonini e Fabri Fibra) | 74          |                | /                                |
| 2023                                                                                   | Chiamami quando la magia finisce                  | —           |                | Chiamami quando la magia finisce |
| 2023                                                                                   | Che mme lassat' a fa                              | —           |                | Chiamami quando la magia finisce |
| 2023                                                                                   | Fantasie (feat. Cesare Cremonini)                 | —           |                | Chiamami quando la magia finisce |
| 2023                                                                                   | Ubriachi di vita                                  | —           |                | Chiamami quando la magia finisce |
| 2024                                                                                   | Ammore pe na sera                                 | —           |                | /                                |
| 2024                                                                                   | Gangsta Story (con Dat Boi Dee)                   | —           |                | /                                |
| 2025                                                                                   | Perché mi sono innamorato di te                   | —           |                | /                                |
| 2025                                                                                   | Si nun me vuò bene cchiù                          | —           |                | /                                |
| "—" indica una pubblicazione non entrata in classifica o non pubblicata in quel Paese. |                                                   |             |                |                                  |

## Collaborazioni e altri brani
| Anno | Titolo     | Artista principale | Album di provenienza |
| ---- | ---------- | ------------------ | -------------------- |
| 2022 | Addò staje | Dardust            | Duality              |

## Autore per altri cantanti
| Anno | Titolo                                                          | Artista                                       | Altri autori | Album di provenienza                             |
| ---- | --------------------------------------------------------------- | --------------------------------------------- | --- | ------------------------------------------------ |
| 2014 | Logico #1                                                       | Cesare Cremonini                              | Cesare Cremonini | Logico                                           |
| 2014 | GreyGoose                                                       | Cesare Cremonini                              | Cesare Cremonini | Logico                                           |
| 2014 | Io e Anna                                                       | Cesare Cremonini                              | Cesare Cremonini | Logico                                           |
| 2014 | John Wayne                                                      | Cesare Cremonini                              | Cesare Cremonini | Logico                                           |
| 2014 | Vent'anni per sempre                                            | Cesare Cremonini                              | Cesare Cremonini | Logico                                           |
| 2014 | Cuore di cane                                                   | Cesare Cremonini                              | Cesare Cremonini | Logico                                           |
| 2014 | Cos'hai nella testa                                             | Cesare Cremonini                              | Cesare Cremonini e Alessandro Magnanini | Logico                                           |
| 2015 | Buon viaggio (Share the Love)                                   | Cesare Cremonini                              | Cesare Cremonini | Più che logico (Live)                            |
| 2015 | Lost in the Weekend                                             | Cesare Cremonini                              | Cesare Cremonini | Più che logico (Live)                            |
| 2015 | 46                                                              | Cesare Cremonini                              | Cesare Cremonini | Più che logico (Live)                            |
| 2015 | Quasi quasi                                                     | Cesare Cremonini                              | Cesare Cremonini | Più che logico (Live)                            |
| 2015 | Eccolo qua il Natale - Una notte tra tante (feat. Massena Boys) | Cesare Cremonini                              | Cesare Cremonini | /                                                |
| 2016 | Vorrei ma non posto                                             | J-Ax e Fedez                                  | Alessandro Merli, Federico Lucia, Alessandro Aleotti e Fabio Clemente                                                                                        | Comunisti col Rolex                              |
| 2017 | Il kaos è chiuso                                                | J-Ax e Fedez                                  | Alessandro Merli, Federico Lucia, Alessandro Aleotti e Fabio Clemente                                                                                        | Comunisti col Rolex - Multiplatinum Edition      |
| 2017 | Perdere la testa                                                | J-Ax e Fedez                                  | Alessandro Merli, Federico Lucia, Alessandro Aleotti e Fabio Clemente                                                                                        | Comunisti col Rolex - Multiplatinum Edition      |
| 2017 | Devi morire                                                     | J-Ax e Fedez                                  | Alessandro Merli, Alessandro Aleotti e Fabio Clemente | Comunisti col Rolex - Multiplatinum Edition      |
| 2017 | Poetica                                                         | Cesare Cremonini                              | Cesare Cremonini | Possibili scenari                                |
| 2017 | Kashmir-Kashmir                                                 | Cesare Cremonini                              | Cesare Cremonini | Possibili scenari                                |
| 2017 | Possibili scenari                                               | Cesare Cremonini                              | Cesare Cremonini | Possibili scenari                                |
| 2017 | Un uomo nuovo                                                   | Cesare Cremonini                              | Cesare Cremonini | Possibili scenari                                |
| 2017 | Silent Hill                                                     | Cesare Cremonini                              | Cesare Cremonini | Possibili scenari                                |
| 2017 | Il cielo era sereno                                             | Cesare Cremonini                              | Cesare Cremonini | Possibili scenari                                |
| 2017 | La isla                                                         | Cesare Cremonini                              | Cesare Cremonini | Possibili scenari                                |
| 2017 | Al tuo matrimonio                                               | Cesare Cremonini                              | Cesare Cremonini | Possibili scenari                                |
| 2017 | La macchina del tempo                                           | Cesare Cremonini                              | Cesare Cremonini | Possibili scenari                                |
| 2017 | Pamplona (feat. Thegiornalisti)                                 | Fabri Fibra                                   | Fabrizio Tarducci, Dario Faini e Vittorio Casagrande | Fenomeno                                         |
| 2017 | Fenomenale                                                      | Gianna Nannini                                | / | Amore gigante                                    |
| 2017 | Cinema                                                          | Gianna Nannini                                | Dario Faini | Amore gigante                                    |
| 2017 | Ogni istante                                                    | Elisa                                         | Elisa Toffoli | /                                                |
| 2017 | Ragazzini per strada                                            | Jovanotti                                     | Lorenzo Cherubini | Oh, vita!                                        |
| 2017 | Fame                                                            | Jovanotti                                     | Lorenzo Cherubini | Oh, vita!                                        |
| 2017 | Nuova luce                                                      | Francesco Renga                               | Dario Faini | Scriverò il tuo nome Live                        |
| 2018 | Frida (mai, mai, mai)                                           | The Kolors                                    | Dario Faini, Alessandro Raina e Antonio Stash Fiordispino | /                                                |
| 2018 | Lungomare latino (feat. Willy William)                          | Gué Pequeno                                   | Cosimo Fini, Luigi Florio e Isak Haziri | /                                                |
| 2018 | Come le onde (feat. J-Ax)                                       | The Kolors                                    | Alessandro Aleotti e Antonio Stash Fiordispino | /                                                |
| 2018 | Italiana                                                        | J-Ax e Fedez                                  | Alessandro Merli, Federico Lucia, Alessandro Aleotti e Fabio Clemente                                                                                        | Newtopia                                         |
| 2018 | Tua per sempre                                                  | Elisa                                         | Elisa Toffoli, Francesco Katoo Catitti, Andrea Rigonat, Taketo Gohara                                                                                        | Diari aperti                                     |
| 2018 | L'estate è già fuori                                            | Elisa                                         | Elisa Toffoli | Diari aperti                                     |
| 2018 | Con te mi sento così                                            | Elisa                                         | Elisa Toffoli e Andrea Rigonat | Diari aperti                                     |
| 2018 | Le ragazze come me                                              | Emma                                          | Dario Faini | Essere qui                                       |
| 2018 | Effetto domino                                                  | Emma                                          | Federica Abbate | Essere qui                                       |
| 2018 | Da sola/In the Night (feat. Tommaso Paradiso e Elisa)           | Takagi & Ketra                                | Tommaso Paradiso, Alessandro Merli e Fabio Clemente | /                                                |
| 2018 | Tijuana                                                         | Emis Killa                                    | Alessandro Merli, Fabio Clemente e Emiliano Rudolf Giambelli                                                                                                 | Supereroe                                        |
| 2018 | Come fossimo cowboy                                             | Emis Killa                                    | Massimiliano Dagani e Emiliano Rudolf Giambelli | Supereroe                                        |
| 2018 | Superare                                                        | Annalisa                                      | Annalisa Scarrone | Bye Bye                                          |
| 2018 | Finalmente                                                      | Federica Abbate                               | Federica Abbate, Cheope, Alessandro Merli e Fabio Clemente                                                                                                   | /                                                |
| 2019 | Quelli che non pensano - Il cervello (feat. Coez)               | Marracash                                     | Fabio Rizzo, Silvano Albanese, Giulia Puzzo, Sebastiano Ruocco, Francesco Di Gesù e Gianluca Cranco                                                          | Persona                                          |
| 2019 | Bravi a cadere - I polmoni                                      | Marracash                                     | Fabio Rizzo, Lorenzo Urciullo, Luca Serpenti, Antonio Di Martino, Alessandro Pulga e Stefano Tognini                                                         | Persona                                          |
| 2019 | Rolls Royce (feat. Boss Doms e Frenetik & Orang3)               | Achille Lauro                                 | Lauro De Marinis, Edoardo Manozzi e Daniele Mungai | 1969                                             |
| 2019 | Bugie diverse                                                   | CoCo                                          | Corrado Migliaro e Rosario Castagnola | Acquario                                         |
| 2019 | Colpisci                                                        | CoCo                                          | Corrado Migliaro, Rosario Castagnola, Sarah Tartuffo | Acquario                                         |
| 2019 | Forse no                                                        | CoCo                                          | Corrado Migliaro, Rosario Castagnola, Sarah Tartuffo | Acquario                                         |
| 2019 | Vicinissimo                                                     | Il Volo                                       | Dario Faini | Musica                                           |
| 2019 | Cerquisima (Spanish Version)                                    | Il Volo                                       | Dario Faini | 10 Years - The Best Of                           |
| 2019 | Pensare male                                                    | The Kolors e Elodie                           | Antonio Stash Fiordispino, Livio Giovannucci e Anna Romano                                                                                                   | This Is Elodie                                   |
| 2019 | Fanfare (feat. Gué Pequeno)                                     | Elettra Lamborghini                           | Cosimo Fini e Michele Canova Iorfida | Twerking Queen                                   |
| 2019 | Los Angeles (feat. Gué Pequeno)                                 | The Kolors                                    | Antonio Stash Fiordispino, Cosimo Fini e Daddy's Groove. | /                                                |
| 2019 | Domani                                                          | Mika                                          | Paul Dixon e Mika | /                                                |
| 2019 | Ostia Lido                                                      | J-Ax                                          | Daniele Del Pace, Alessandro Aleotti, Alessandro Merli e Fabio Clemente                                                                                      | ReAle                                            |
| 2019 | Una volta ancora (feat. Ana Mena)                               | Fred De Palma                                 | Fred De Palma, Federica Abbate, Gianluca Ciccorelli, Alessandro Merli e Fabio Clemente                                                                       | Uebe                                             |
| 2019 | Playa                                                           | Baby K                                        | Claudia Nahum, Federica Abbate e Stefano Tognini | Donna sulla Luna                                 |
| 2019 | Calipso (feat. Sfera Ebbasta, Mahmood e Fabri Fibra)            | Charlie Charles e Dardust                     | Gionata Boschetti, Alessandro Mahmoud, Fabrizio Tarducci, Paolo Alberto Monachetti e Dario Faini                                                             | /                                                |
| 2019 | Camera con vista (feat. Lorenzo Fragola)                        | Federica Abbate                               | Federica Abbate | /                                                |
| 2019 | Barrio                                                          | Mahmood                                       | Alessandro Mahmoud, Paolo Alberto Monachetti e Dario Faini                                                                                                   | /                                                |
| 2019 | Mascara                                                         | Emma                                          | Elisa Toffoli | Fortuna                                          |
| 2019 | Al telefono                                                     | Cesare Cremonini                              | Cesare Cremonini | Cremonini 2C2C - The Best Of                     |
| 2019 | Se apro gli occhi                                               | Mecna e Sick Luke                             | Corrado Grilli, Luca Antonio Barker, Alessandro Cianci e Valerio Bulla                                                                                       | Neverland                                        |
| 2020 | Giovane stupida                                                 | Cesare Cremonini                              | Cesare Cremonini | Cremonini 2C2C - The Best Of                     |
| 2020 | Amici amici                                                     | Cesare Cremonini                              | Cesare Cremonini | Cremonini 2C2C - The Best Of                     |
| 2020 | Pericoloso (feat. Chadia Rodríguez)                             | J-Ax                                          | Alessandro Merli, Fabio Clemente, Alessandro Aleotti e Cr. Darnakh                                                                                           | ReAle                                            |
| 2020 | Paura di me                                                     | Mecna                                         | Corrado Grilli, Stefano Tognini e Marco Ferrario | Mentre nessuno guarda                            |
| 2020 | Me ne frego                                                     | Achille Lauro                                 | Daniele Dezi, Daniele Mungai, Edoardo Manozzi, Lauro De Marinis e Matteo Ciceroni                                                                            | 1969 – Achille Idol Rebirth                      |
| 2020 | Musica (e il resto scompare)                                    | Elettra Lamborghini                           | Michele Canova Iorfida | Twerking Queen (El resto es nada)                |
| 2020 | 16 marzo (feat. Gow Tribe)                                      | Achille Lauro                                 | Achille Lauro e Matteo Ciceroni | 1969 – Achille Idol Rebirth                      |
| 2020 | Non è vero                                                      | The Kolors                                    | Antonio Stash Fiordispino | /                                                |
| 2020 | Saturno                                                         | Nitro                                         | Nicola Albera e Luca Galeandro | GarbAge                                          |
| 2020 | Neon - Le ali                                                   | Marracash                                     | Fabio Rizzo, Elisa Toffoli, Alessandro Merli e Fabio Clemente                                                                                                | Persona                                          |
| 2020 | Vivo                                                            | Ernia                                         | Matteo Professione, Alessandro Pulga e Stefano Tognini | Gemelli                                          |
| 2020 | Buenos Aires                                                    | Baby K                                        | Claudia Nahum e Zef | Donna sulla Luna                                 |
| 2020 | Carioca                                                         | Raphael Gualazzi                              | Raphael Gualazzi e Davide Pavanello | Ho un piano                                      |
| 2020 | Defuera (feat. Ghali, Madame e Marracash)                       | DRD                                           | Ghali Amdouni, Francesca Calearo, Fabio Rizzo e Dario Faini                                                                                                  | /                                                |
| 2020 | Guaranà                                                         | Elodie                                        | Dario Faini | This Is Elodie                                   |
| 2020 | Ciclone (feat. Gipsy Kings, Nicolás Reyes e Tonino Baliardo)    | Takagi & Ketra, Elodie, Mariah                | Alessandro Merli, Fabio Clemente, Federica Abbate e Miky La Sensa                                                                                            | /                                                |
| 2020 | Maleducata                                                      | Achille Lauro                                 | Lauro De Marinis, Daniele Dezi, Daniele Mungai, Gregorio Calculli e Matteo Ciceroni                                                                          | 1969 – Achille Idol Rebirth                      |
| 2020 | Las Vegas                                                       | CoCo                                          | Corrado Migliaro e Rosario Castagnola | Floridiana                                       |
| 2020 | Sbagliare                                                       | CoCo                                          | Corrado Migliaro, Rosario Castagnola, Sarah Tartuffo e Salvatore Allozzi                                                                                     | Floridiana                                       |
| 2020 | Ferrari blue (feat. Rkomi)                                      | CoCo                                          | Corrado Migliaro, Mirko Manuele Martorana, Rosario Castagnola e Sarah Tartuffo                                                                               | Floridiana                                       |
| 2020 | Aeroporto                                                       | CoCo                                          | Corrado Migliaro, Fabio Caterino e Francesco Fedele | Floridiana                                       |
| 2020 | Palazzine (feat. Coez e Marracash)                              | Kid Vicious                                   | Fabio Rizzo, Stefano Tognini, Silvano Albanese e Alessandro Pulga                                                                                            | /                                                |
| 2020 | Latina                                                          | Emma                                          | Edoardo D'Erme e Dario Faini | Fortuna                                          |
| 2020 | Dorado (feat. Sfera Ebbasta e Feid)                             | Mahmood                                       | Alessandro Mahmoud, Gionata Boschetti, Sen Senra e Feid e Dario Faini                                                                                        | Ghettolimpo                                      |
| 2020 | Paloma (feat. Anitta)                                           | Fred De Palma                                 | Fred De Palma, Gianluca Ciccorelli, Federica Abbate, Alessandro Merli e Fabio Clemente                                                                       | Unico                                            |
| 2020 | Giù x terra                                                     | Ghali                                         | Ghali Amdouni, Simone Benussi e Andrea Venerus | DNA                                              |
| 2020 | DNA                                                             | Ghali                                         | Ghali Amdouni e Michele Canova Iorfida | DNA                                              |
| 2020 | Barcellona                                                      | Ghali                                         | Ghali Amdouni e Michele Canova Iorfida | DNA                                              |
| 2020 | Fallito                                                         | Ghali                                         | Ghali Amdouni e Michele Canova Iorfida | DNA                                              |
| 2020 | Una voglia assurda                                              | J-Ax                                          | Alessandro Aleotti, Alessandro Merli, Fabio Clemente, e Daniele Del Pace                                                                                     | ReAle                                            |
| 2021 | Pezzo di cuore                                                  | Emma e Alessandra Amoroso                     | Dario Faini | Best of Me                                       |
| 2021 | Piuma                                                           | Alessandra Amoroso                            | Alessandra Amoroso e Francesco Catitti | Tutto accade                                     |
| 2021 | Sorriso grande                                                  | Alessandra Amoroso                            | Dario Faini | Tutto accade                                     |
| 2021 | Pesche                                                          | Federico Rossi                                | Federico Rossi, Eugenio Maimone, Federico Mercuri, Giordano Cremona e Leonardo Grillotti                                                                     | /                                                |
| 2021 | Zero                                                            | Mahmood                                       | Alessandro Mahmoud e Dario Faini | Ghettolimpo                                      |
| 2021 | Mastroianni                                                     | Sottotono                                     | Massimiliano Cellamaro, Edoardo D'Erme, Massimiliano Dagani e Francesco Catitti                                                                              | Originali                                        |
| 2021 | Cabriolet panorama                                              | The Kolors                                    | Antonio Fiordispino e Stefano Tognini | Singles                                          |
| 2021 | Klan                                                            | Mahmood                                       | Alessandro Mahmoud e Dario Faini | Ghettolimpo                                      |
| 2021 | Xy (feat. Elodie)                                               | Margherita Vicario                            | Margherita Vicario e Davide Pavanello | Bingo                                            |
| 2021 | Salsa (feat. Jake La Furia)                                     | J-Ax                                          | Alessandro Aleotti, Francesco Vigorelli, Daniele Lazzarin, Fabio Clemente e Alessandro Merli                                                                 | SurreAle                                         |
| 2021 | Che sogno incredibile                                           | Emma e Loredana Bertè                         | Michele Canova Iorfida | Best of Me                                       |
| 2021 | Ma stasera                                                      | Marco Mengoni                                 | Marco Mengoni, Francesco Catitti e Federica Abbate | Materia (Terra)                                  |
| 2021 | Falene                                                          | Michele Bravi e Sophie and the Giants         | Federica Abbate, Mike Kintish, Sophie Scott e Francesco Catitti                                                                                              | La geografia del buio                            |
| 2021 | Un altro ballo                                                  | Fred De Palma e Anitta                        | Federico Palana, Federica Abbate, Alessandro Merli e Fabio Clemente                                                                                          | Unico                                            |
| 2021 | Tutte le volte                                                  | Alessandra Amoroso                            | Francesco Catitti | Tutto accade                                     |
| 2021 | Vertigine                                                       | Elodie                                        | Elisa Toffoli e Dario Faini | OK. Respira                                      |
| 2021 | Come nelle canzoni                                              | Coez                                          | Alfonso Climenti, Alessandro Pluga, Stefano Tognini e Silvano Albanese                                                                                       | Volare                                           |
| 2021 | Io                                                              | Marracash                                     | Fabio Rizzo,Vasco Rossi e Tullio Ferro | Noi, loro, gli altri                             |
| 2021 | Nemesi (feat. Blanco)                                           | Marracash                                     | Fabio Rizzo, Michele Zocca, Riccardo Fabbriconi, Marz, Zef e Michelangelo                                                                                    | Noi, loro, gli altri                             |
| 2021 | Seta                                                            | Elisa                                         | Elisa Toffoli e Dario Faini | Ritorno al futuro/Back to the Future             |
| 2021 | Leggeri leggeri                                                 | Fedez                                         | Federico Leonardo Lucia, Jacopo Matteo Luca D'Amico e Davide Simonetta                                                                                       | Disumano                                         |
| 2021 | Colibrì                                                         | Cesare Cremonini                              | Cesare Cremonini | La ragazza del futuro                            |
| 2021 | La coda del diavolo (feat. Elodie)                              | Rkomi                                         | Mirko Manuele Martorana, Stefano Tognini e Alessandro Pulga                                                                                                  | Taxi Driver +                                    |
| 2021 | A mezzanotte (Christmas Song)                                   | Elettra Lamborghini                           | Pablo Miguel Lombroni Capalbo | Elettraton                                       |
| 2021 | Proibito                                                        | Marco Mengoni                                 | Michele Canova Iorfida | Materia (Terra)                                  |
| 2022 | La ragazza del futuro                                           | Cesare Cremonini                              | Cesare Cremonini e Alessandro Magnanini | La ragazza del futuro                            |
| 2022 | Domenica                                                        | Achille Lauro                                 | Lauro De Marinis, Gregorio Calculli, Banf, Gregorio Calculli, Simon P e Matteo Ciceroni                                                                      | Lauro - Achille Idol Superstar                   |
| 2022 | Miele                                                           | Giusy Ferreri                                 | Federica Abbate, Fabio Clemente e Alessandro Merli | Cortometraggi                                    |
| 2022 | Ogni volta è così                                               | Emma                                          | Emmanuela Marrone e Dario Faini | Sbagliata ascendente leone (Official Soundtrack) |
| 2022 | O forse sei tu                                                  | Elisa                                         | Elisa Toffoli | Ritorno al futuro/Back to the Future             |
| 2022 | Come sei veramente                                              | Elisa                                         | Elisa Toffoli, Andrea Rigonat e William Medini | Ritorno al futuro/Back to the Future             |
| 2022 | Litoranea                                                       | Elisa                                         | Edoardo D'Erme e Gaetano Scognamiglio | Ritorno al futuro/Back to the Future             |
| 2022 | Luglio (feat. Elodie, Giorgia e Roshelle)                       | Elisa                                         | Elisa Toffoli | Ritorno al futuro/Back to the Future             |
| 2022 | Come te nessuno mai                                             | Elisa                                         | Elisa Toffoli | Ritorno al futuro/Back to the Future             |
| 2022 | Stripper                                                        | Achille Lauro                                 | Lauro De Marinis, Francesco Viscovo, Simon Pietro Manzari, Daniele Dezi, Daniele Mungai, Mattia Cutolo, Marco Lanciotti, Gregorio Calculli e Matteo Ciceroni | /                                                |
| 2022 | MoonWalk                                                        | Cesare Cremonini                              | Cesare Cremonini | La ragazza del futuro                            |
| 2022 | La fine del mondo                                               | Cesare Cremonini                              | Cesare Cremonini | La ragazza del futuro                            |
| 2022 | Chimica                                                         | Cesare Cremonini                              | Cesare Cremonini | La ragazza del futuro                            |
| 2022 | Stand up comedy                                                 | Cesare Cremonini                              | Cesare Cremonini | La ragazza del futuro                            |
| 2022 | Jeky                                                            | Cesare Cremonini                              | Cesare Cremonini | La ragazza del futuro                            |
| 2022 | Psyco                                                           | Cesare Cremonini                              | Cesare Cremonini | La ragazza del futuro                            |
| 2022 | Chiamala felicità                                               | Cesare Cremonini                              | Cesare Cremonini | La ragazza del futuro                            |
| 2022 | Propaganda (feat. Colapesce Dimartino)                          | Fabri Fibra                                   | Fabrizio Tarducci, Zef e Marz | Caos                                             |
| 2022 | Nessuno                                                         | Fabri Fibra                                   | Fabrizio Tarducci, D-Ross e Startuffo | Caos                                             |
| 2022 | Panico (feat. Takagi & Ketra)                                   | Lazza                                         | Jacopo Lazzarini, Alessandro Merli e Fabio Clemente | Sirio                                            |
| 2022 | Blackout                                                        | The Kolors                                    | Antonio Fiordispino | /                                                |
| 2022 | Fortuna                                                         | Ghali                                         | Ghali Amdouni, Federico Mercuri, Giordano Cremona, Eugenio Maimone e Leonardo Grillotti                                                                      | Sensazione ultra                                 |
| 2022 | No Stress                                                       | Marco Mengoni                                 | Stefano Tognini | Materia (Terra) Materia (Pelle)                  |
| 2022 | Camera 209 (feat. DB Boulevard)                                 | Alessandra Amoroso                            | Monica Bragato, Alfred Azzetto, Laurent Brancowitz, Thomas Croquet, Frédéric Moulin, Thomas Mars e Deck D'Arcy                                               | Tutto accade                                     |
| 2022 | Zodiaco                                                         | Michele Bravi                                 | Federica Abbate e Francesco Catitti | /                                                |
| 2022 | Piove in discoteca                                              | Tommaso Paradiso                              | Tommaso Paradiso e Dario Faini | /                                                |
| 2022 | Ossa rotte                                                      | Rkomi                                         | Michele Zocca | Taxi Driver + (Deluxe)                           |
| 2022 | Caramello                                                       | Rocco Hunt, Elettra Lamborghini e Lola Índigo | Rocco Pagliarulo, Federica Abbate e Stefano Tognini | Rivoluzione                                      |
| 2022 | Occhi grandi grandi                                             | Francesca Michielin                           | Francesca Michielin e Stefano Tognini | Cani sciolti                                     |
| 2022 | Chiagne (feat. Lazza e Takagi & Ketra)                          | Geolier                                       | Emanuele Palumbo, Jacopo Lazzarini, Alessandro Merli e Fabio Clemente                                                                                        | Il coraggio dei bambini                          |
| 2022 | Voce                                                            | Franco Ricciardi                              | Francesco Liccardo, Rosario Castagnola e Sarah Tartuffo | JE                                               |
| 2022 | Je                                                              | Franco Ricciardi                              | Francesco Liccardo, Rosario Castagnola e Sarah Tartuffo | JE                                               |
| 2022 | Notti blu                                                       | Alessandra Amoroso                            | Stefano Tognini | Tutto accade                                     |
| 2022 | Bastava la metà (feat. Gaia e Guè)                              | Ernia                                         | Matteo Professione, Gaia Gozzi, Cosimo Fini, Federica Abbate, Stefano Tognini , Luca Faraone e Paolo Miguel Lombroni Capalbo                                 | Io non ho paura                                  |
| 2022 | Fluo                                                            | Sangiovanni                                   | Giovanni Damian e Stefano Tognini | /                                                |
| 2022 | Quelli come noi                                                 | Tananai                                       | Alberto Cotta Ramusino e Davide Simonetta | Rave, eclissi                                    |
| 2022 | Crisi di stato                                                  | Fedez                                         | Davide Simonetta, Federico Leonardo Lucia e Paolo Antonacci                                                                                                  | Disumano                                         |
| 2023 | Per non sentire la noia (feat. Jvli)                            | Bnkr44                                        | Dario Lombardi, Duccio Caponi, Pietro Serafini, Julien Boverod, Jacopo Adamo, Marco Vittiglio e Andrea Locci                                                 | Fuoristrada                                      |
| 2023 | Purple in the Sky                                               | Elodie                                        | Elodie Di Patrizi, Alessandro Mahmoud e Dario Faini | OK. Respira                                      |
| 2023 | Due vite                                                        | Marco Mengoni                                 | Davide Simonetta e Marco Mengoni | Materia (Pelle)                                  |
| 2023 | Cenere                                                          | Lazza                                         | Jacopo Lazzarini e Dario Faini | Sirio                                            |
| 2023 | Strobo                                                          | Elodie                                        | Elodie Di Patrizi e Dario Faini | OK. Respira                                      |
| 2023 | Mai più                                                         | Elodie                                        | Elodie Di Patrizi, Alessandro Mahmoud, Dario Faini e Stefano Tognini                                                                                         | OK. Respira                                      |
| 2023 | Ben & Jerry's                                                   | Ana Mena                                      | Ana Mena, Nicolás, Augustave, De la Peña, Alessandro Pulga, Stefano Tognini, Zef e Marz                                                                      | Bellodrama                                       |
| 2023 | Mañana dios dirà                                                | Ana Mena                                      | Ana Mena, Nicolás, Augustave, De la Peña, Stefano Tognini, Salvatore Stellita, Carlo Marrale, Piero Cassano, Zef e Marz                                      | Bellodrama                                       |
| 2023 | Italodisco                                                      | The Kolors                                    | Antonio Stash Fiordispino | /                                                |
| 2023 | Fragole                                                         | Achille Lauro e Rose Villain                  | Lauro De Marinis, Simon Pietro Manzari, Gregorio Calculli, Matteo Ciceroni e Mattia Cutolo                                                                   | /                                                |
| 2023 | Pazza musica                                                    | Marco Mengoni e Elodie                        | Paolo Antonacci, Davide Simonetta e Stefano Tognini | Materia (Prisma), OK. Respira                    |
| 2023 | Parafulmini (feat. Fabri Fibra e Bresh)                         | Ernia                                         | Matteo Professione, Edoardo D'Erme, Fabrizio Tarducci e Stefano Tognini                                                                                      | Io non ho paura                                  |
| 2023 | Obladi oblada (feat. Ghali, Thasup e Fabri Fibra)               | Charlie Charles                               | Ghali Amdouni, Davide Mattei e Fabrizio Tarducci e Paolo Alberto Monachetti                                                                                  | /                                                |
| 2023 | Alta marea                                                      | Coez e Frah Quintale                          | Silvano Albanese, Francesco Servidei, Pietro Paroletti, Rosario Castagnola e Sara Tartuffo                                                                   | Lovebars                                         |
| 2023 | 90 Special (feat. Sfera Ebbasta e Shiva)                        | Drillionaire                                  | Andrea Arrigoni, Gionata Boschetti, Cesare Cremonini, Diego Vincenzo Vettraino, Luca Faraone                                                                 | 10                                               |
| 2023 | Melodia criminal                                                | Fred De Palma, Ana Mena e Takagi & Ketra      | Federico Palana, Ana Mena, Alessandro Merli e Fabio Clemente                                                                                                 | /                                                |
| 2023 | Un'altra storia (feat. Franco126)                               | Marco Mengoni                                 | Federico Bertollini, Francesco Catitti, E.D.D. e Benjamin Ventura                                                                                            | Materia (Prisma)                                 |
| 2023 | Tutti                                                           | Calcutta                                      | Edoardo D'Erme, Quentin Lepoutre e Andrea Suriani | Relax                                            |
| 2023 | Bruciasse il cielo                                              | Blanco                                        | Riccardo Fabbriconi e Michele Zocca | Innamorato                                       |
| 2023 | Fragile                                                         | Sfera Ebbasta                                 | Gionata Boschetti e Diego Vincenzo Vettraino | X2VR                                             |
| 2023 | Anche stasera (feat. Elodie)                                    | Sfera Ebbasta                                 | Gionata Boschetti, Elodie Di Patrizi, Paolo Alberto Monachetti, Alessandro Merli, Fabio Clemente e Luca Faraone                                              | X2VR                                             |
| 2024 | Casa mia                                                        | Ghali                                         | Ghali e Michelangelo | /                                                |
| 2024 | Un ragazzo una ragazza                                          | The Kolors                                    | Antonio Fiordispino, Alex Fiordispino e Francesco Catitti | /                                                |
| 2024 | Apnea                                                           | Emma                                          | Emma Marrone, Paolo Antonacci e Julien Boverod | Souvenir                                         |
| 2024 | Click boom!                                                     | Rose Villain                                  | Rosa Luini e Andrea Ferrara | Radio Sakura                                     |
| 2024 | Nel tuo mare                                                    | Mahmood                                       | Alessandro Mahmoud e Davide Simonetta | Nei letti degli altri                            |
| 2024 | Come un tuono (feat. Guè)                                       | Rose Villain                                  | Rosa Luini, Cosimo Fini, Giorgio Pesenti e Andrea Ferrara | Radio Sakura                                     |
| 2024 | L'ultima poesia                                                 | Geolier e Ultimo                              | Emanuele Palumbo, Niccolò Moriconi, Alessandro Merli, Fabio Clemente, Gennaro Petito e Julien Boverod                                                        | Dio lo sa                                        |
| 2024 | Karma                                                           | The Kolors                                    | Alessandro Fiordispino, Antonio Stash Fiordispino, Dario Iaculli, Kende, Lorenzo Santarelli e Marco Salvaderi                                                | /                                                |
| 2024 | Peyote (feat. Fabri Fibra e Rocco Hunt)                         | Articolo 31                                   | Alessandro Aleotti, Rocco Pagliarulo, Fabrizio Tarducci, Paolo Antonacci e Stefano Tognini                                                                   | Protomaranza                                     |
| 2024 | Sesso e samba                                                   | Tony Effe e Gaia                              | Gaia Gozzi, Nicolò Rapisarda e Stefano Tognini | Icon                                             |
| 2024 | Cinema spento (feat. Dargen D'Amico)                            | Ana Mena                                      | Jacopo Matteo Luca D'Amico, Stefano Tognini e Alessandro Pulga                                                                                               | /                                                |
| 2024 | Love U/Hate U                                                   | Boomdabash                                    | Jacopo Èttorre, Alessandro Merli, Fabio Clemente e Angelo Rogoli                                                                                             | /                                                |
| 2024 | Mezzo rotto (feat. BigMama)                                     | Alessandra Amoroso                            | Marianna Mammone e Stefano Tognini | /                                                |
| 2024 | Io t'o giur (feat. Sfera Ebbasta)                               | Geolier                                       | Gionata Boschetti, Dario Faini ed Emanuele Palumbo | Dio lo sa                                        |
| 2024 | Passione                                                        | Fred De Palma                                 | Federico Palana, Paolo Antonacci, Julien Boverod e Michele Zocca                                                                                             | /                                                |
| 2024 | Certe cose                                                      | Lazza                                         | Jacopo Lazzarini, Diego Vincenzo Vettraino e Riccardo Chiesa                                                                                                 | Locura                                           |
| 2024 | Ora che non ho più te                                           | Cesare Cremonini                              | Cesare Cremonini | Alaska Baby                                      |
| 2024 | Alaska Baby                                                     | Cesare Cremonini                              | Cesare Cremonini | Alaska Baby                                      |
| 2024 | San Luca                                                        | Cesare Cremonini                              | Cesare Cremonini | Alaska Baby                                      |
| 2024 | Streaming                                                       | Cesare Cremonini                              | Cesare Cremonini | Alaska Baby                                      |
| 2024 | Limoni                                                          | Cesare Cremonini                              | Cesare Cremonini | Alaska Baby                                      |
| 2024 | Acrobati                                                        | Cesare Cremonini                              | Cesare Cremonini | Alaska Baby                                      |
| 2024 | Mandare tutto all'aria                                          | Marco Mengoni                                 | Edoardo D'Erme e Andrea Suriani | /                                                |
| 2025 | Chiamo io chiami tu                                             | Gaia                                          | Gaia Gozzi e Stefano Tognini | Rosa dei venti                                   |
| 2025 | Dimenticarsi alle 7                                             | Elodie                                        | Elodie Di Patrizi e Davide Simonetta | Mi ami mi odi                                    |
| 2025 | Damme 'na mano                                                  | Tony Effe                                     | Tony Effe, Diego Vincenzo Vettraino e Luca Vincenzo Faraone                                                                                                  | Icon                                             |
| 2025 | Tu con chi fai l'amore                                          | The Kolors                                    | Antonio Fiordispino, Edoardo D'Erme e Stefano Tognini | /                                                |
| 2025 | Ancora no                                                       | Franco126                                     | Federico Bertollini e Pietro Paroletti | Futuri possibili                                 |
| 2025 | Dirty Love                                                      | Achille Lauro                                 | Lauro De Marinis, Francesco Viscovo, Mattia Cutolo, Simon Pietro Manzari, Federico De Marinis, Gregorio Calculli e Matteo Ciceroni                           | Comuni mortali                                   |
| 2025 | Nessuna                                                         | Luchè                                         | Luca Imprudente e Stefano Tognini | Il mio lato peggiore                             |
| 2025 | Pronto come va                                                  | The Kolors                                    | Antonio Fiordispino, Alessandro Fiordispino, Dario Iaculli, Gabriel Rossi, Marco Salvaderi e Lorenzo Santarelli                                              | /                                                |
| 2025 | Che gusto c'è (feat. Tredici Pietro)                            | Fabri Fibra                                   | Fabrizio Tarducci e Stefano Tognini | Mentre Los Angeles brucia                        |
| 2025 | In auto alle 6:00 (feat. Lazza)                                 | Emis Killa                                    | Emiliano Rudolf Giambelli, Jacopo Lazzarini, Alessandro Merli e Fabio Clemente                                                                               | /                                                |
| 2025 | Stupidi (feat. Papa V e Nerissima Serpe)                        | Fabri Fibra                                   | Fabrizio Tarducci, Lorenzo Vinciguerra, Matteo Di Falco, Alessandro Pulga e Stefano Tognini                                                                  | Mentre Los Angeles brucia                        |
| 2025 | Salsa piccante (feat. Gaia e Massimo Pericolo)                  | Fabri Fibra                                   | Fabrizio Tarducci, Alessandro Vanetti, Stefano Tognini e Alessandro Pulga                                                                                    | Mentre Los Angeles brucia                        |
| 2025 | Milano Baby (feat. Joan Thiele)                                 | Fabri Fibra                                   | Fabrizio Tarducci, Stefano Tognini, Alessandro Pulga e Luca Giordano                                                                                         | Mentre Los Angeles brucia                        |

## Video musicali
| Anno | Titolo                              | Regista/i                         |
| ---- | ----------------------------------- | --------------------------------- |
| 2017 | Einstein                            | Francesco Lettieri                |
| 2017 | Skyline                             | Maddalena Beretta, Paolo Novarese |
| 2018 | Litigare                            | Bendo                             |
| 2018 | Nevada                              | Bendo                             |
| 2018 | Lunapark                            | Bendo                             |
| 2019 | Non esiste amore a Napoli           | Bendo                             |
| 2019 | Doppler                             | Megan Stancanelli                 |
| 2019 | Contro                              | Megan Stancanelli                 |
| 2021 | Carlito's Way                       | Enea Colombi                      |
| 2021 | Geniale / Non esiste amore a Napoli | Enea Colombi                      |
| 2022 | Nuda sexy noia                      | Mirko Salciarini                  |
| 2023 | Fantasie (con Cesare Cremonini)     | Attilio Cusani                    |
| 2023 | Ubriachi di vita                    | Attilio Cusani                    |
| 2024 | Ammore pe na sera                   | Mirko Salciarini                  |
| 2024 | Gangsta Story (con Dat Boi Dee)     | Attilio Cusani                    |
| 2025 | Perché mi sono innamorato di te     | Mirko Salciarini                  |
| 2025 | Si nun me vuò bene cchiù            | Mirko Salciarini                  |